# Gospa se klanja Euharistiji

Gospa se klanja Euharistiji (fr. La Vierge adorant l'Eucharistie), poznata i kao Klanjateljica i Ruska Gospa, neoklasicističko je ulje na platnu Jeana Augustea Dominiquea Ingresa iz 1841., marijanski portret naslikan tijekom boravka u Rimu po narudžbi budućega ruskoga cara Aleksandra II., tada u posjetu Italiji.
Slika prikazuje Blaženu Djevicu Mariju, lijevo od koje nalazi se biskup sv. Nikola, a desno Aleksandar Nevski, zaštitnik Ruskoga Carstva. Ispred njih, u renesansnoj apsidi, na oltaru je postavljen kalež sa zlatnom patenom, na kojoj je podignuta hostija, a oko njega dva svijećnjaka s upaljenim uljanicama. Slika je zapravo prikaz Pretvorbe, pri kojoj se Gospa pojavljuje mjesto svećenika, zajedno s dvojicom poslužitelja (suslavitelja). Takvu vrstu marijanske ikonografije, u kojoj Marija se mjesto Djeteta Isusa u naručju klanja hostiji, Ingres u kršćansko slikarstvo uvodi ovom slikom te taj motiv ponavlja na kasnijim francuskim verzijama slike (iz 1852. i 1854.).
Marija je prikazana u maniri drevnih ikona na ikonostasu, ovalna lica osvijetljena rumenilom s pramenovima kose ovijene modrim velom, blago otvorenih očiju s kapcima spuštenima ka hostiji, podižući ruke na molitvu spojenih prstiju preko jagodica, odjevena u crvenu haljinu omotanu plavim ogrtačem, sa slabo primjetnom aureolom oko glave, kojima su ovjenčani i Marijini pratitelji s lijeva i s desna. Sveti Nikola na prsima nosi motiv križa, a Aleksandar Nevski carski štit i carsku zastavu. Haljina, plašt i veo obojani su pomoću kobalta kao pigmenta za modre i crvena grimiza za crvenoljubičaste tonove. Bijela hostija podignuta na kaležu motiv je zapadna (rimska) obreda Katoličke Crkve te je obilježena raspelom i Kristovim monogramom (JHS), korištena u Latinskoj misi. Time je Ingres pokušao spojiti jedinstvo Katoličke (Zapadne) i Pravoslavne (Istočne) Crkve očitovane u Euharistiji.